# Bayonet-Knife M6

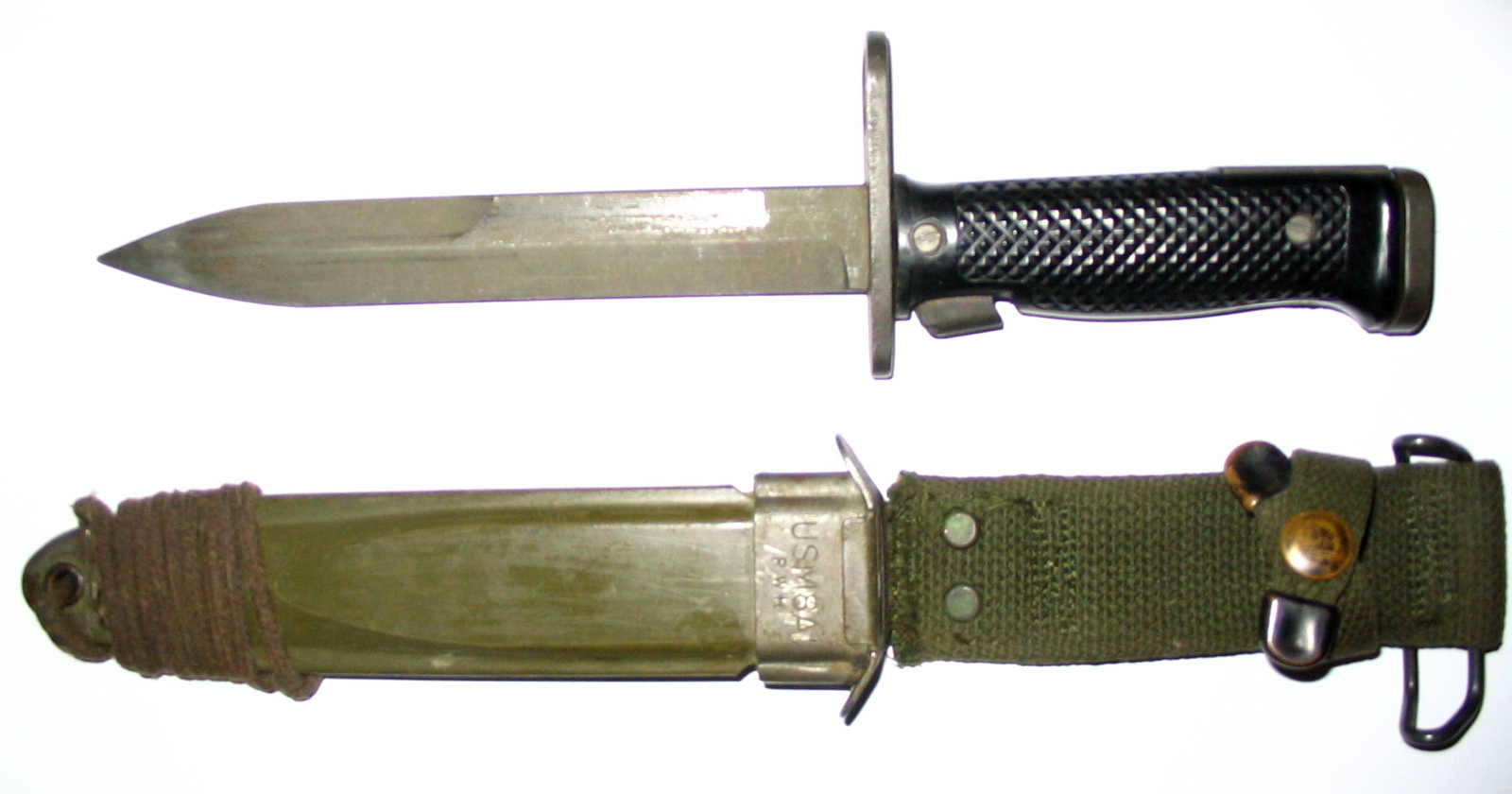
Bayonet-Knife M6, mit Scheide M10

Das Bayonet-Knife M6 (Messerbajonett) wurde mit dem Gewehr 7.62 mm M14 verwendet. Zum Bajonett gehört die Bajonett-Scheide „M10“.
Mit dem M6 wurde im Gegensatz zum Vorgänger, dem M5, ein handlicheres Bajonett entwickelt, das gleichzeitig als Kampfmesser zu verwenden war.

## Geschichte
Vorgestellt wurde das Bajonett im Jahre 1957 zusammen mit dem M14. Es bildet das entwicklungstechnische Bindeglied zwischen den Bajonetten des M1 Garand, M5 und dem Bajonett für das Gewehr M16, dem M7.
Verwendet wurde das Bajonett M6 bis zur Einführung des M16 (und somit des M7), 1974, im Vietnamkrieg. Heute wird das M6 nur noch zu zeremoniellen Zwecken und zum Schauexerzieren am M14 verwendet.

## Trageweise
Das Bajonett M6 wurde mittels des Befestigungshakens am M10 am Lochkoppel getragen und mit Hilfe eines ebenfalls am M10 angebrachten Beinriemens am Oberschenkel fixiert.
Eine andere Möglichkeit bestand darin, das M6 mit Hilfe des M10 seitlich an der Tasche des Sturmgepäcks zu befestigen und mit einem an der Tasche vorhandenen Riemen zu fixieren.

## Technik
Das Bajonett M6 ist 29,21 cm lang und hat eine Klingenlänge von 17,15 cm. Es besteht aus einer Klinge mit durchgehendem Erl, einer Parierscheibe mit Bohrung zur Befestigung am Mündungsfeuerdämpfer des Gewehres M14 und einer Befestigungsklinke zum Arretieren des Bajonetts an der Bajonettaufnahme des Gewehrs.
Die Bajonett-Scheide M10 besteht aus Kunststoff und hat im Inneren eine Metallfederklammer zum Fixieren des Bajonetts in der Scheide. Am oberen Teil befinden sich der Befestigungshaken aus Stahl sowie ein Geweberiemen mit Druckknopf zur Befestigung des Bajonettgriffs. Unten befindet sich ein Loch zur Befestigung des Beinriemens.
| Messerbajonett M6                                 | Teil |  |
| Griffschalenschraube (Screw, Machine, Grip)       | 1    |  |
| Griffschale, links (Grip, Bayonet-Knife, Left)    | 2    |  |
| Griffschale, rechts (Grip, Bayonet-Knife, Right)  | 3    |  |
| Federstift (Pin, Spring)                          | 4    |  |
| Arretierhebel (Lever, Lock-Release, Latching)     | 5    |  |
| Arretierhebelfeder (Spring, Helical, Compression) | 6    |  |
| Klingenbaugruppe M6 (Blade Assembly M6)           | 7    |  |

## Quelle
- Headquarters, Department of the Army: Technical Manual TM 9-1005-237-23&P. November 1986.